# Langton (Lincolnshire)
Pour les articles homonymes, voir Langton.
Langton est une paroisse civile et un village du Lincolnshire, en Angleterre.